# Zabrakok
A zabrakok a Csillagok háborúja elképzelt univerzumának egyik alapvető faja, amely először a Baljós árnyakban jelent meg.

## Leírásuk
Maga a faj jellegzetességét az egyedek fejéből kiálló apró tüskék adják, melyek alfajtól függően különböznek mintázatban, méretben, elhelyezkedésben. Sokukra jellemző a rituális tetoválás, amit néha az arcukon viselnek. A zabrakok az Iridonia bolygóról származnak, de a galaktikus társadalom szétosztottsága miatt a galaxis minden pontjáról jöhetnek zabrakok. A faj másik jellegzetessége a fájdalom minimális érzése, valamint a két szív. A Dathomir nevű bolygón élő zabrak férfiak és ember nők keresztezéséből létrejött az úgynevezett dathomiri-faj.
A zabrakok majdnem emberi fajnak számítanak, vagyis az emberszerűektől eltérően, genetikailag rokonságban állnak az emberekkel. A zabrak egyedek átlagmagassága 1,72-1,80 méter. Bőrszínük változatos, vannak világos- vagy sötétbarnák, vörösek, narancssárgák és sárgák is. Sokuk arcán tetoválások láthatók. E faj képviselői akaratosak és vadak, erősen ragaszkodnak a szabadságukhoz. A szülőbolygójukon, az Iridonián való élet igen kemény, emiatt a rajta kifejlődő értelmes faj igen szívós kell, hogy legyen. Van saját nyelvük, a zabraki nyelv. A zabrakok ragadozó életmódot folytatnak.
A Köztársaság korai időszakában felfedezték az űrutazást és több csillagrendszert meghódítottak, ahol letelepedtek. Ezek között található a Lorista és a Frithia bolygó is, összesen nyolc bolygó a Középső Peremben. Nagy számban élnek a Talus és a Korélia bolygón is.
Kiváló felfedezőnek és harcosnak számítanak a galaxisban, de ezzel ritkán dicsekedtek.
Az Új Rend uralkodása alatt a zabrak faj egyike volt azoknak a keveseknek, akik szabadon mozoghattak a Birodalomban. A Galaktikus Polgárháború után a zabrakok csatlakoztak az Új Köztársasághoz.
Eeth Koth jedi mester és Darth Maul is zabrak volt.

## Megnevezett zabrakok
- Acaadi – férfi; jedi
- Bao-Dur – férfi; jedi és mérnök
- Maris Brood – nő; padawan
- Duqua Dar – férfi; jedi lovag
- Kao Cen Darach – férfi; jedi mester
- Feral – dathomiri férfi; Darth Maul egyik testvére
- Gith – nő; a zabrakok egyik legendás alakja
- Pol Haus – férfi; rendőrtiszt a Coruscanton
- Drell Kahmf – férfi; tudós
- Darth Maul – férfi; sith úr, a filmben zabrakként ismert, de később dathomirinak írják át
- Eeth Koth – férfi; jedi mester
- Agen Kolar – férfi; jedi mester
- Jaylen Kos – férfi (gyerek); jedi beavatott
- Savage Opress – dathomiri férfi; Darth Maul egyik testvére
- Durgur Pyne – férfi; koréliai rendőr
- Wolf Sazen – férfi; jedi mester
- Kadrian Sey – nő; jedi lovag
- Sirak – férfi; sith kiképző
- Sugi – nő; fejvadász és zsoldos
- Kass Tod – nő; padawán
- Viscus – férfi, egy klán vezetője
- Tyzen Xebec – férfi; padawán
- Zan Yant – férfi; köztársasági sebész

## Fordítás
- Ez a szócikk részben vagy egészben a Zabrak című Wookieepedia-szócikk fordítása. Az eredeti cikk szerkesztőit annak laptörténete sorolja fel.